# Mart Dijkstra
Mart Dijkstra (Delfzijl, 10 augustus 1990) is een Nederlands voetballer die doorgaans als middenvelder speelt.

## Clubcarrière

### SC Cambuur
Voordat Dijkstra naar SC Cambuur ging, speelde hij bij Harkemase Boys. In maart 2011 tekende hij bij Cambuur. In zijn eerste seizoen kwam hij tot zestien wedstrijden. In deze wedstrijden wist hij niet tot scoren te komen. In zijn tweede seizoen wist hij het net wel te vinden. Op 17 augustus 2012 maakte hij, in de thuiswedstrijd, tegen Fortuna Sittard zijn eerste doelpunt in het betaald voetbal. In het seizoen 2012/2013 werd hij kampioen met SC Cambuur in de eerste divisie, door Excelsior met 0–2 te verslaan.

### Sparta Rotterdam
In 2015 streek hij neer bij Sparta. Die club verlengde zijn contract op 25 maart 2016 tot 2019. Hij won in het seizoen 2015/16 met Sparta de titel in Eerste divisie, waardoor de club uit Rotterdam-West na zes jaar terugkeerde in de Eredivisie.

### N.E.C.
In de zomer van 2017 tekende Dijkstra een contract voor drie seizoenen bij N.E.C., waar hij direct tot aanvoerder werd benoemd, als opvolger van Gregor Breinburg. Hij kreeg rugnummer 6 toegewezen en speelde bij zijn debuut op 18 augustus 2017 tegen Almere City (3-1 winst) gelijk de volle negentig minuten. Op 1 maart 2019 scoorde hij na 62 wedstrijden zijn eerste goal voor de club, in het met 2-2 gelijkgespeelde uitduel tegen FC Dordrecht. Medio 2020 liep zijn contract af.
In oktober 2020 keerde Dijkstra terug bij Harkemase Boys.

## Clubstatistieken
| Seizoen                    | Club             | Competitie             | Competitie | Competitie | Beker | Beker | Overig | Overig | Totaal | Totaal |
| Seizoen                    | Club             | Competitie             | Wed.       | Dlp.       | Wed.  | Dlp.  | Wed.   | Dlp.   | Wed.   | Dlp.   |
| -------------------------- | ---------------- | ---------------------- | ---------- | ---------- | ----- | ----- | ------ | ------ | ------ | ------ |
| 2010/11                    | Harkemase Boys   | Topklasse              | 25         | 0          | 1     | 0     | 0      | 0      | 26     | 0      |
| 2011/12                    | SC Cambuur       | Eerste divisie         | 16         | 0          | 0     | 0     | 0      | 0      | 16     | 0      |
| 2012/13                    | SC Cambuur       | Eerste divisie         | 23         | 1          | 2     | 0     | 0      | 0      | 25     | 1      |
| 2013/14                    | SC Cambuur       | Eredivisie             | 14         | 1          | 2     | 0     | 0      | 0      | 16     | 1      |
| 2014/15                    | SC Cambuur       | Eredivisie             | 11         | 0          | 1     | 1     | 0      | 0      | 12     | 1      |
| 2015/16                    | Sparta Rotterdam | Eerste divisie         | 32         | 0          | 2     | 0     | 0      | 0      | 34     | 0      |
| 2016/17                    | Sparta Rotterdam | Eredivisie             | 31         | 0          | 5     | 1     | 0      | 0      | 36     | 1      |
| 2017/18                    | N.E.C.           | Eerste divisie         | 37         | 0          | 2     | 0     | 2      | 0      | 41     | 0      |
| 2018/19                    | N.E.C.           | Eerste divisie         | 31         | 1          | 1     | 0     | 2      | 0      | 34     | 1      |
| 2019/20                    | N.E.C.           | Eerste divisie         | 27         | 0          | 0     | 0     | 0      | 0      | 27     | 0      |
| 2021/22                    | Harkemase Boys   | Derde Divisie Zaterdag | 30         | 2          | 2     | 0     | 0      | 0      | 32     | 2      |
| 2022/23                    | Harkemase Boys   | Derde Divisie Zaterdag | 13         | 1          | 0     | 0     | 0      | 0      | 13     | 1      |
| 2023/24                    | Harkemase Boys   | Derde Divisie Zaterdag | 18         | 0          | 2     | 0     | 0      | 0      | 20     | 0      |
| Carrière totaal            | Carrière totaal  | Carrière totaal        | 308        | 6          | 20    | 2     | 4      | 0      | 332    | 8      |
| Bijgewerkt op 6 maart 2024 |                  |                        |            |            |       |       |        |        |        |        |

## Erelijst
SC Cambuur
| Nationaal               |    |         |
| Kampioen Eerste divisie | 1x | 2012/13 |

 Sparta Rotterdam
| Nationaal               |    |         |
| Kampioen Eerste divisie | 1x | 2015/16 |